# Долна Стреда
Долна́ Стреда (словац. Dolná Streda) — село в окрузі  Ґаланта Трнавського краю Словаччини. Площа села 13,47 км². Станом на 31 грудня 2015 року в селі проживало 1475 жителів.

## Історія
Перші згадки про село датуються 1283 роком.

## Населення
| Рік:            | 1994. | 2004.   | 2014.   | 2024.    |
| --------------- | ----- | ------- | ------- | -------- |
| Кількість осіб: | 1255  | 1374    | 1482    | 1778     |
| Різниця:        |       | +9,48 % | +7,86 % | +19,97 % |

| Рік:            | 2023. | 2024.   |
| --------------- | ----- | ------- |
| Кількість осіб: | 1790  | 1778    |
| Різниця:        |       | -0,67 % |